# Christoph Friedrich Berend von Borcke

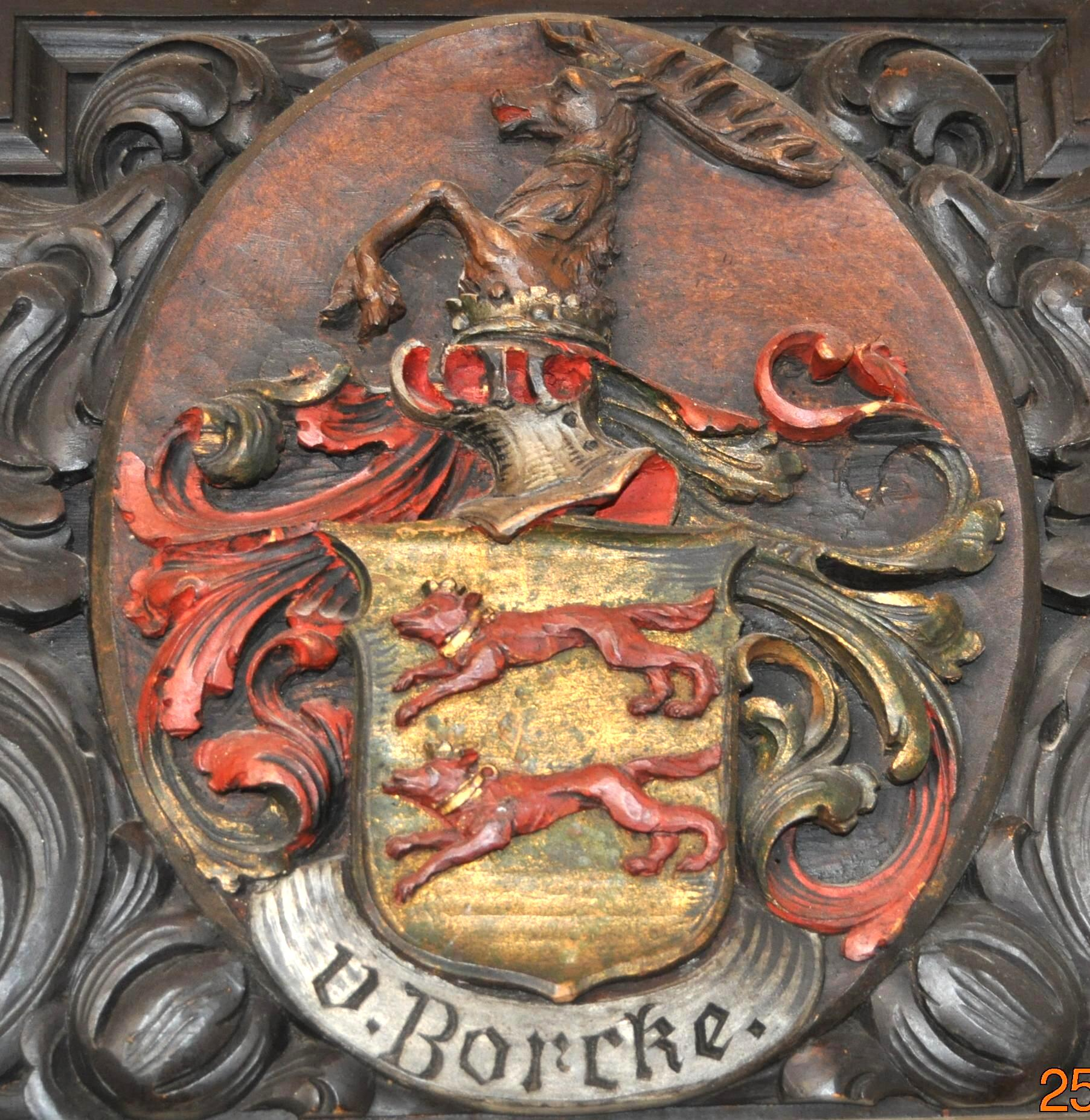
Wappen von Borcke

Christoph Friedrich Berend von Borcke, auch von Borck, (* 11. Januar 1689; † 22. Juli 1770 in Wangerin) war ein preußischer Landrat. Er stand von etwa 1722 bis zu seinem Tode dem Borckeschen Kreis in Hinterpommern vor.
Er stammte aus der uradligen pommerschen Familie Borcke. Sein Vater Döring Joachim von Borcke (* 1661; † 1704) war Erbherr auf Wangerin und weiteren Gütern. Seine Mutter Barbara Margaretha war eine geborene von der Goltz. 
Ab 1710 studierte er an der Universität Halle. Danach übernahm er die Bewirtschaftung seiner Güter. Von seinem Vater hatte er  Wangerin (a), Polchow (b), einen Anteil an Henkenhagen (a), Groß Borckenhagen (a) und Klein Borckenhagen geerbt. 1723 gelang es ihm, weitere Borckesche Lehnsgüter für sich einzulösen, die an einen Besitzer außerhalb der Familie geraten waren, und zwar Glietzig (c), Labes (d) mit Nieveken, einen weiteren Anteil an Henkenhagen (a), Mühlendorf (c), Neuenkirchen (b), Piepenhagen (a) und Prützenow (a).
Um 1722 wurde er Landrat des Borckeschen Kreises, eines der sogenannten Familienkreise in Hinterpommern. Dieses Amt übte er bis zu seinem Tode aus. Im Amt folgte ihm Wilhelm Friedrich Leopold von Borcke.  
Er heiratete 1720 Sophie Margarethe, ebenfalls eine geborene von Borcke. Seine Güter erbte nach seinem Tode sein Sohn, der Regierungsassessor Friedrich Wilhelm  von Borcke (* 1724; † 1804).